# Creatures
Creatures és una empresa de videojocs japonesa afiliada a Game Freak, Nintendo i The Pokémon Company, i un dels propietaris de la franquícia Pokémon. Va ser fundada per Tsunekazu Ishihara el novembre de 1995, amb l'assistència del llavors president de HAL Laboratory, Satoru Iwata, com a successor de l'empresa Ape Inc de Shigesato Itoi.
És més conegut per crear i treballar al joc de cartes col·leccionables Pokémon i dissenyar joguines Pokémon. A més d'això, Creatures té un estudi conegut com a Pokémon CG Studio. Aquest estudi se centra en el modelatge 3D i l'animació dels models Pokémon en tots els jocs Pokémon; sèries principals i spin-off. Finalment, a més d'això, també desenvolupen els seus propis títols derivats de Pokémon i diversos títols que no siguin Pokémon.
El seu actual president és Hirokazu "Hip" Tanaka, que abans era conegut per produir i compondre música per a altres jocs de Nintendo. La companyia té la seva seu a Chiyoda, Tòquio, a prop de l'estació d'Ichigaya.